# Carl's Corner
Carl's Corner è un centro abitato degli Stati Uniti d'America situato nella contea di Hill dello Stato del Texas.
La popolazione era di 173 persone al censimento del 2010.

## Geografia fisica
Carl's Corner è situata a 32°05′07″N 97°02′43″W (32.085403, -97.045158).
Secondo lo United States Census Bureau, ha un'area totale di 1,9 miglia quadrate (4,9 km²).

## Società

### Evoluzione demografica
Secondo il censimento del 2000, c'erano 134 persone, 50 nuclei familiari e 38 famiglie residenti nella città. La densità di popolazione era di 70,4 persone per miglio quadrato (27,2/km²). C'erano 58 unità abitative a una densità media di 30,5 per miglio quadrato (11,8/km²). La composizione etnica della città era formata dal 93,28% di bianchi, il 6,72% di altre razze. Ispanici o latinos di qualunque razza erano l'11,19% della popolazione.
C'erano 50 nuclei familiari di cui il 40,0% aveva figli di età inferiore ai 18 anni, il 68,0% aveva coppie sposate conviventi, il 4,0% aveva un capofamiglia femmina senza marito, e il 24,0% erano non-famiglie. Il 20,0% di tutti i nuclei familiari erano individuali e l'8,0% aveva componenti con un'età di 65 anni o più che vivevano da soli. Il numero di componenti medio di un nucleo familiare era di 2,68 e quello di una famiglia era di 3,13.
La popolazione era composta dal 29,1% di persone sotto i 18 anni, l'8,2% di persone dai 18 ai 24 anni, il 29,1% di persone dai 25 ai 44 anni, il 23,9% di persone dai 45 ai 64 anni, e il 9,7% di persone di 65 anni o più. L'età media era di 37 anni. Per ogni 100 femmine c'erano 100,0 maschi. Per ogni 100 femmine dai 18 anni in giù, c'erano 102,1 maschi.
Il reddito medio di un nucleo familiare era di 46.250 dollari e quello di una famiglia era di 44.375 dollari. I maschi avevano un reddito medio di 36.875 dollari contro i 24.375 dollari delle femmine. Il reddito pro capite era di 20.073 dollari. C'erano il 5,3% delle famiglie e il 5,6% della popolazione che vivevano sotto la soglia di povertà, incluso il 9,4% di persone sotto i 18 anni e nessuno sopra i 64 anni.